# ایم هانا
ایم هانا (زاده ۱ ژانویه ۲۰۰۰) یک ورزشکار تیراندازی اهل کره جنوبی است. او در مسابقات قهرمانی جهان ۲۰۱۸ شرکت کرد.